# Thame
Thame es una localidad británica perteneciente al Condado de Oxfordshire, en el margen del río Thame, 20 km al este de Oxford. Tenía una población de 10.072 habitantes en 2001.

## Historia

### Antes de 1800
Thame fue fundada en la época anglosajona. En el Reino de Wessex.
La abadía de Thame fue fundada en 1138 por la orden de Cister. La iglesia de la abadía fue consagrada en 1145. En la Disolución de los monasterios la abadía fue suprimida y la iglesia fue demolida. El parque de Thame (La casa) fue construido en el lugar, incorporando partes de la casa del abad en los comienzos del siglo XVI. Su interior es uno de los primeros ejemplos del Renacimiento italiano en Inglaterra. El ala oeste de estilo georgiano fue añadida el siglo XVIII. Alrededor de 1840 parte de los cimientos de la iglesia de la abadía fueron excavados. 
La iglesia parroquial de María de la Iglesia de Inglaterra fue construida cerca de 1220, era de estilo Gótico perpendicular. La torre tiene un anillo de ocho campanas, todas las cuales fueron creadas en 1876.
Se sabe que la Casa del prebendado existe desde 1234 y su capilla de estilo temprano Inglés fue construida alrededor de 1250. El solar también fue construido en el siglo XIII y ambos edificios han sobrevivido hasta hoy en día. Los restos de la Casa del prebendado datan de los Siglos XIV - XV. 
En 1550 el cortesano John Williams, primer barón Williams de Thame construyó los hospicios en la Iglesia de Lane. Murió en 1559 y su última voluntad fue establecer la Escuela de gramática. El edificio original, terminado en 1569, está al lado de los hospicios. En 1880 la escuela se trasladó a su actual sede en Oxford Road. En 1971 se convirtió en una escuela donde no se diferenciaba a los alumnos por su nivel bajo el nombre de Escuela de Lord Williams. 
La Revolución inglesa en 1640 vio Thame ocupada a su vez tanto por los realistas como por los parlamentarios. Tras la batalla de Chalgrove Field John Hampden, que había sido educado en la Escuela de Gramática, murió debido a sus heridas en la casa de Ezequiel Browne. Algunos de los descendientes de Hampden siguen viviendo en la ciudad.
El campeón de boxeo sin guantes James Figg nació en Thame en 1695 y obtuvo sus primeros premios en las peleas de la Posada Greyhound.
En el siglo XVIII muchos edificios del High Street de Thame se volvieron a hacer con fachadas modernas, construidas con la producción local de ladrillos vidriados de sal. A finales del siglo XVIII John Wesley predicó en Thame. La congregación en esa ocasión fue tan grande que el suelo del edificio cedió y la multitud cayó al piso inferior. 
Henry Boddington, conocido por su asociación con la fábrica de cerveza Strangeways, de Mánchester, que elabora la cerveza que lleva su nombre, nació en Thame el 18 de diciembre de 1813.

## Residentes famosos
Thame es el hogar de Robin Gibb de los Bee Gees y su esposa Dwina Murphy-Gibb.
Jack Bevan de la banda Foals es otro de los residentes destacados de Thame.